# P3 Nyheter
P3 Nyheter är SR P3:s egen nyhetsredaktion. P3 Nyheter sänder varje heltimme från 07 till 18, samt 06:30, 07:30 och 08:30. Språket är vardagligt och den huvudsakliga målgruppen är unga från högstadie- och gymnasieåldern upp till 30-årsåldern. Inslagen handlar vanligen om aktuella händelser och samhällsfrågor varvat med nyheter från P3 Nyheters särskilda bevakningsområden som till exempel fildelning, miljö, utbildning och jobb. P3 Nyheter karakteriseras genom kommunikationen med publiken och inslagen bygger ofta på människors erfarenheter och historier.
P3 Nyheter började sändas på prov i april 2004 med Thomas Ritter som programledare och ersatte då Ekots sändningar mellan klockan 12.00 och 15.00. Tidigare prov med egna nyhetssändningar hade gjorts våren 2003. I januari 2007 ersatte så P3 Nyheter Ekots sändningar under dagtid.

## Uppmärksammade nyheter från P3 Nyheter
- Domaren i The Pirate Bay-mål tillbakavisar anklagelser om jäv
- Fotade poliser i tunnelbanan ska utredas
- Lumpare har fått nog av kränkningar